# Walentin Gołubiew
Walentin Gołubiew (ur. 3 maja 1992) – rosyjski siatkarz, reprezentant Rosji, grający na pozycji libero. Od sezonu 2019/2020 występuje w drużynie Zenit Kazań.

## Sukcesy klubowe
Puchar Rosji:
- 2010, 2011, 2019, 2021[1]

Mistrzostwa Rosji:
- 2014, 2020
- 2012, 2017

Liga Mistrzów:
- 2013

Puchar Challenge:
- 2019

Klubowe Mistrzostwa Świata:
- 2019

Superpuchar Rosji:
- 2020

## Sukcesy reprezentacyjne
Letnia Uniwersjada:
- 2013

Puchar Wielkich Mistrzów:
- 2013

Memoriał Huberta Jerzego Wagnera:
- 2014
- 2017

Mistrzostwa Europy:
- 2017

Liga Narodów:
- 2019

Igrzyska Olimpijskie:
- 2020